# Campionato panellenico di pallacanestro 1948-1949
Il campionato panellenico 1948-1949 è stata l'11ª edizione del massimo campionato greco di pallacanestro maschile. La vittoria finale è stata ad appannaggio dell'Olympiakos.

## Risultati

### Stagione regolare
|    | Squadra                | G | V | P | PF  | PS  | Pt. |
| -- | ---------------------- | - | - | - | --- | --- | --- |
| 1. | Olympiakos             | 6 | 5 | 1 | 287 | 215 | 16  |
| 2. | Tríton                 | 6 | 5 | 1 | 261 | 183 | 16  |
| 3. | XAN Salonicco          | 6 | 4 | 2 | 249 | 155 | 14  |
| 4. | Panathīnaïkos          | 6 | 3 | 3 | 254 | 241 | 12  |
| 5. | Sporting Atene         | 6 | 3 | 3 | 201 | 226 | 12  |
| 6. | Aris Salonicco         | 6 | 1 | 5 | 246 | 288 | 8   |
| 7. | Skagiopoúleio Pátrasso | 6 | 0 | 6 | 142 | 332 | 6   |

### Spareggio
| Squadra 1  | Risultato | Squadra 2 |
| ---------- | --------- | --------- |
| Olympiakos | 28 - 24   | Tríton    |

| Campionato panellenico 1948-1949 |
| -------------------------------- |
| Olympiakos 1º titolo             |

## Formazione vincitrice
| N° | Naz.              | Ruolo | Sportivo            |  | Alt. |  |
| -- | ----------------- | ----- | ------------------- |  | ---- |  |
|    | Grecia (bandiera) |       | Giannīs Spanoudakīs |  |      |  |
|    | Grecia (bandiera) |       | Alekos Spanoudakīs  |  |      |  |
|    | Grecia (bandiera) | All.  | Giannīs Spanoudakīs |  |      |  |